# Aizoanthemum galenioides
Aizoanthemum galenioides là một loài thực vật có hoa trong họ Phiên hạnh. Loài này được (Fenzl) Friedrich mô tả khoa học đầu tiên năm 1957.